# Эмтингхаузен
Эмтингхаузен (нем. Emtinghausen) — община в Германии, в земле Нижняя Саксония.
Входит в состав района Ферден. Подчиняется управлению Тедингхаузен. Население составляет 1587 человек (на 31 декабря 2010 года). Занимает площадь 21,09 км².
Коммуна подразделяется на 2 сельских округа.